# Fotoamatore

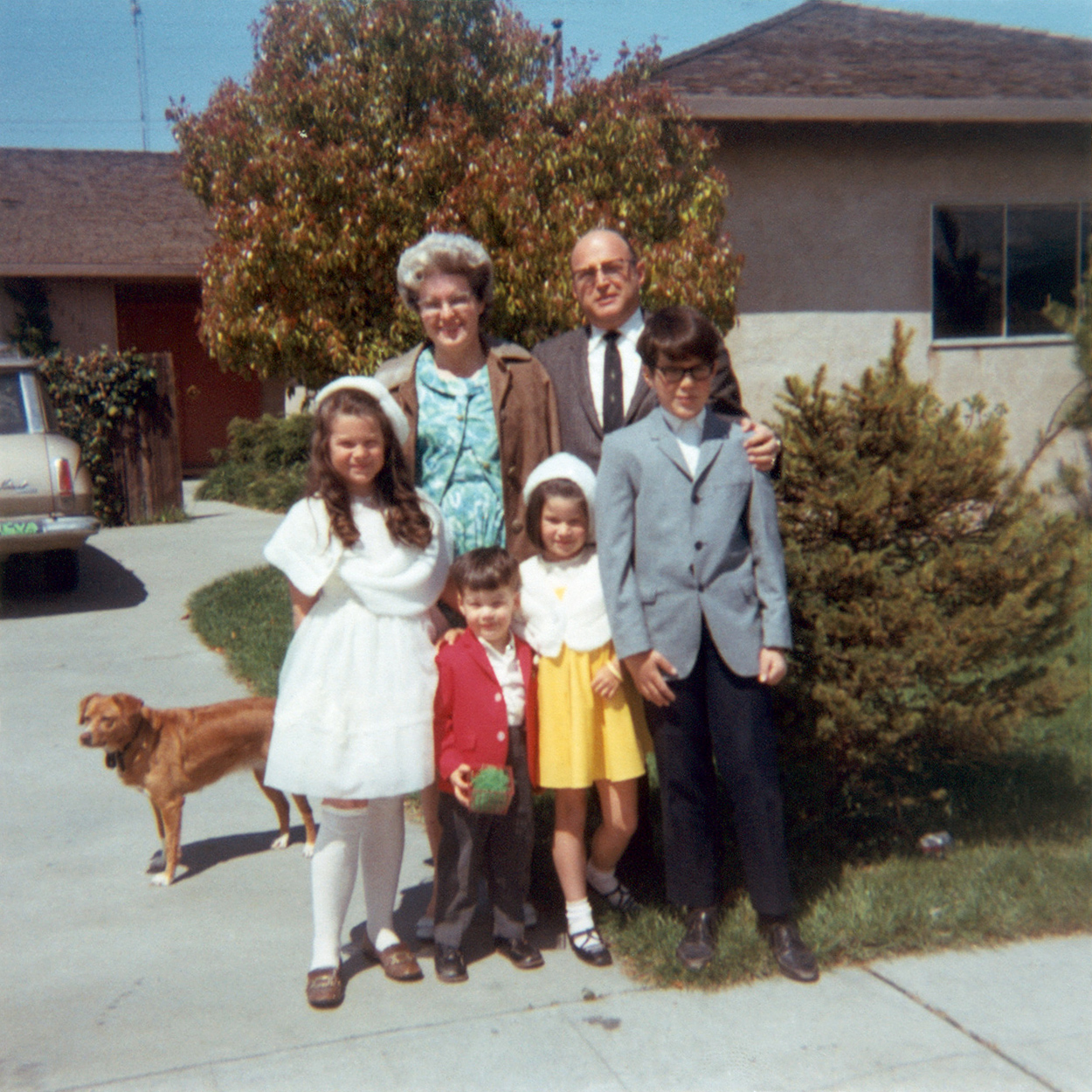
Foto di famiglia

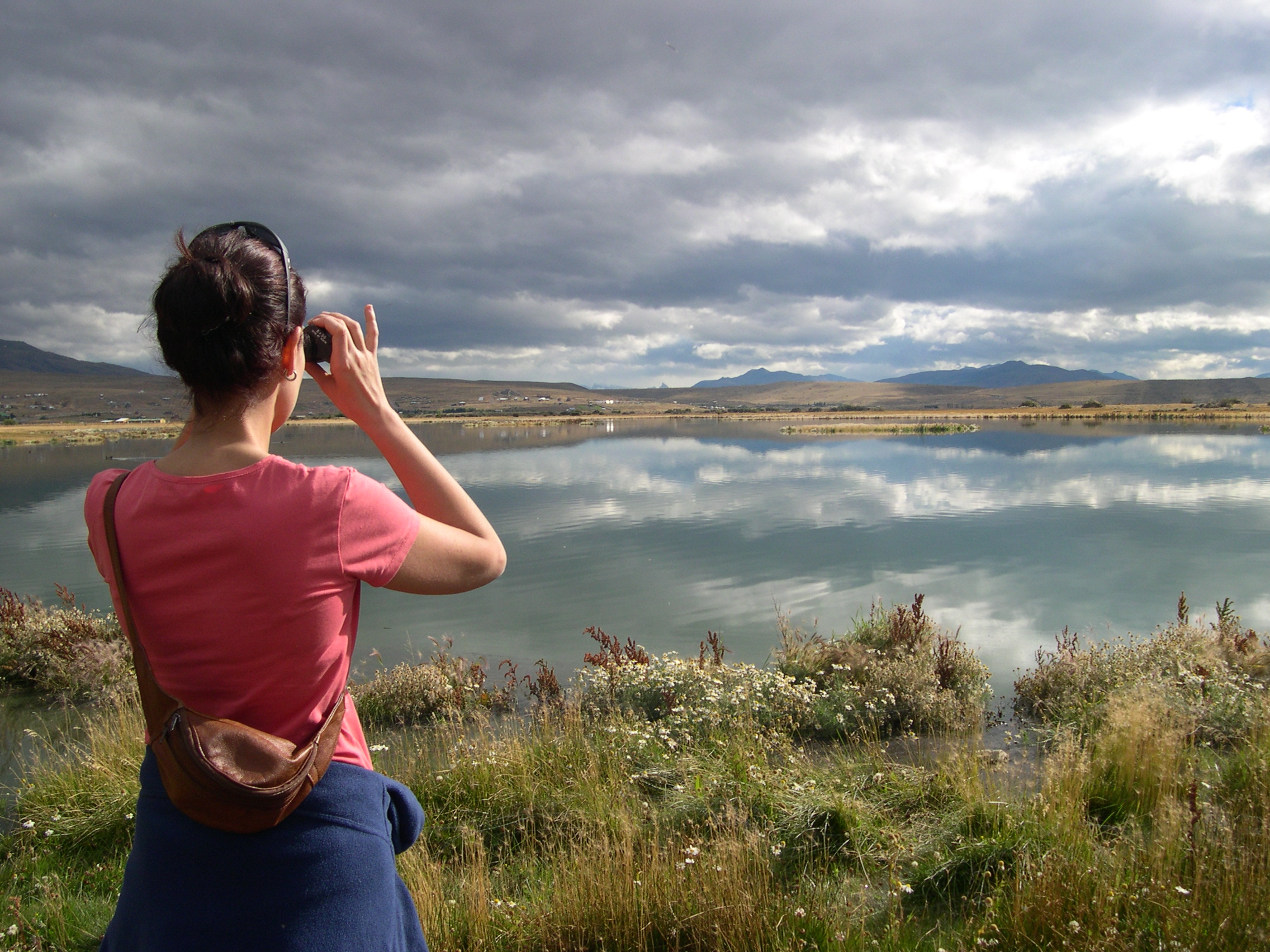
Paesaggio argentino

Il fotoamatore è un fotografo amatoriale che produce fotografie. 
La fotografia amatoriale è uno degli hobby più popolari. La foto amatoriale può anche essere considerata come uno dei generi di arte informale, come a volte le immagini inavvertitamente eseguite su un alto livello artistico.

## Le attuali tendenze
L'avvento delle macchine fotografiche digitali e le grandi opportunità date dai computer hanno stimolato la creazione di album fotografici e lo stoccaggio di immagini di dimensioni molto grandi, che sono immagazzinati e distribuiti in forma digitale. È molto più conveniente rispetto all'utilizzo di materiali tradizionali: pellicola fotografica e carta. Con questa nuova tecnologia non è necessario alcun dispositivo di proiezione per visualizzare diapositive o album per memorizzare immagini fotografiche realizzate con metodi tradizionali.